# Membraniporella figularioides
Membraniporella figularioides är en mossdjursart som beskrevs av Gordon 1984. Membraniporella figularioides ingår i släktet Membraniporella och familjen Cribrilinidae. Inga underarter finns listade i Catalogue of Life.